# 12668 Scottstarin
12668 Scottstarin è un asteroide della fascia principale. Scoperto nel 1979, presenta un'orbita caratterizzata da un semiasse maggiore pari a 2,7844722 au e da un'eccentricità di 0,0443856, inclinata di 3,50684° rispetto all'eclittica.